# Maximiliano Casa
Maximiliano Casa (Villa Constitución, 18 de febrero de 1993) es un futbolista profesional argentino que juega como delantero en el Club Atlético Gimnasia de  (Jujuy).

## Trayectoria
Su primer club fue Lanús, con el que no jugó como titular, pero sí pasó una temporada cedido en Flandria de la Primera B Metropolitana en 2013-14. Jugó veintisiete veces para el club cuando descendieron a la Primera C.
Dejó Lanús definitivamente en 2014 para fichar por San Jorge del Torneo Federal B, para quien jugó ocho veces.
En enero de 2015, Casa se incorporó a Chacarita Juniors de la Primera B Nacional. Hizo su debut con Chacarita el 24 de marzo contra Ferro Carril Oeste antes de marcar su primer gol con el equipo superior tres partidos más tarde contra Independiente Rivadavia el 27 de septiembre.
Después de siete partidos en 2015, Maximiliano Casa apareció cuarenta y cuatro veces y anotó seis goles en las dos temporadas siguientes de 2016 y 2016-17; la última terminó con el ascenso a la Primera División argentina. 
El 10 de agosto de 2017, Casa fue cedido a Atlético de Rafaela de la Primera B Nacional. Su aparición número 100 de su carrera llegó en febrero de 2018 contra Ferro Carril Oeste.
El 13 de febrero de 2020, el Club Atlético Atenas de San Carlos de la Segunda División uruguaya anunció el fichaje de Casa.  No jugaría competitivamente debido a la pandemia de COVID-19, pero sí apareció en amistosos antes de regresar a su tierra natal con Central Norte.
En octubre de 2021 se suma al Club Sportivo Ben Hur que disputó el Torneo Regional Amateur.
En diciembre de 2021 se incorpora a Estudiantes de San Luis para la temporada 2022.
Luego de pasar por el Club Atlético Güemes en 2023, se incorporó al San Martín (San Juan) para la temporada 2024.
A finales de 2024 consigue con el equipo el ascenso a Primera División de Argentina.

## Clubes
| Club                              | País      | Año       |
| --------------------------------- | --------- | --------- |
| Lanús                             | Argentina | 2013-2014 |
| → Flandria (cedido)               | Argentina | 2013-2014 |
| San Jorge                         | Argentina | 2014      |
| Chacarita Juniors                 | Argentina | 2015-2019 |
| → Atlético de Rafaela (cedido)    | Argentina | 2017-2019 |
| Club Atlético Atenas (San Carlos) | Uruguay   | 2020      |
| Central Norte (Salta)             | Argentina | 2020-2021 |
| J.J. Urquiza                      | Argentina | 2021      |
| Ben Hur                           | Argentina | 2021      |
| Estudiantes de San Luis           | Argentina | 2022      |
| Güemes                            | Argentina | 2023      |
| San Martín (San Juan)             | Argentina | 2024-Act. |